# Fejervarya assimilis
Fejervarya assimilis är en groddjursart som först beskrevs av Edward Blyth 1852.  Fejervarya assimilis ingår i släktet Fejervarya och familjen Dicroglossidae. IUCN kategoriserar arten globalt som otillräckligt studerad. Inga underarter finns listade i Catalogue of Life.